# Алтаре
Алтаре (итал. Altare) је насеље у Италији у округу Савона, региону Лигурија.
Према процени из 2011. у насељу је живело 2068 становника. Насеље се налази на надморској висини од 397 м.

## Становништво
Према резултатима пописа становништва 2011. у општини је живело 2.127 становника.
| 1931. | 1936. | 1951. | 1961. | 1971. | 1981. | 1991. | 2001. | 2011. |
| ----- | ----- | ----- | ----- | ----- | ----- | ----- | ----- | ----- |
| 2.932 | 3.040 | 3.499 | 3.312 | 2.955 | 2.585 | 2.448 | 2.211 | 2.127 |